# SOK – Sdružení pro levicovou teorii
SOK (Socialistický kruh) – Sdružení pro levicovou teorii je občanské sdružení založené v roce 2001. Jeho cílem má být rozvíjení levicového myšlení a umění jako prostředek hledání alternativ k současnému ekonomickému, politickému a ideologickému systému. SOK se snaží propojovat filosofii, sociologii, politologii, ekonomii, umění a usiluje o všestranné vzdělávání. Podle svého přesvědčení se pokouší oživit myšlenku socialismu jako svobodné a spravedlivé společnosti navzdory její diskreditaci minulým režimem. SOK pořádá přednášky, konference, workshopy a vyvíjí publikační činnost.

## Předsednictví
Zakladatelem sdružení je Mgr. Michael Hauser, Ph.D., který také do roku 2014 působil jako jeho předseda. Místopředsedou byl PhDr. Stanislav Holubec, Ph.D. Od ledna 2015 na pozici předsedy působí Petr Kužel.

## Partnerství
SOK je partnerem německé Nadace Rosy Luxemburgové, rovněž působící v ČR.